# レニャドレス・デ・ラス・トゥーナス
レニャドレス・デ・ラス・トゥーナス（スペイン語: Leñadores de Las Tunas）は、キューバの野球リーグであるセリエ・ナシオナル・デ・ベイスボルに所属する野球チーム。本拠地はキューバ東部の都市ラス・トゥーナス。

## 概要
1977年にラス・トゥーナスを本拠地に誕生。
長い間最下位争いの常連のチームであったが、首位打者を5回獲得したスーパースターのオスマニー・ウルティアが全盛期を迎えた2000年代以降、チームは中位にも顔を出すようになった。
2010年代後半に入ると上位に進出し、2017年-2018年シーズンに初の準優勝。そして2018年-2019年シーズンは、ファイナルでナランハス・デ・ビジャ・クララを下して悲願の初優勝を果たした。
ニックネームのレニャドレス（Leñadores）は「きこり」の意。

## 主な所属選手

### リーグMVP獲得選手
- オスマニー・ウルティア（2004年、2007年）[1]

### その他
- アレックス・ゲレーロ
- エルミデリオ・ウルティア（英語版）
- ダネル・カストロ（英語版）
- ダリエン・ヌニェス
- ホアン・ペドロソ
- ヘンリー・ウルティア
- ヨアルキス・クルーズ
- ヨスバニ・アラルコン（英語版）
- ヨルダン・アルバレス